# George Walter Prothero
Sir George Walter Prothero, KBE (* 14. Oktober 1848 in Wiltshire; † 10. Juli 1922) war ein britischer Historiker.

## Leben
Prothero besuchte das Eton College und studierte ab 1868 am King’s College der Universität Cambridge Klassische Sprachen und wurde 1872 Fellow des King’s College. Anschließend war er zwei Jahre an der Universität Bonn und am Eton College, bevor er 1874 nach Cambridge zurückkehrte. Er war dort ab 1876 Lecturer in Geschichte. 1894 wurde er der erste Professor für Modern History an der Universität Edinburgh, was er bis 1899 blieb, als er nach London zog um als Nachfolger seines Bruders Rowland Prothero (später 1. Baron Ernle) den Quarterly Review herauszugeben. Im Ersten Weltkrieg war er historischer Berater des Außenministeriums und nahm an der Pariser Friedenskonferenz 1919 teil. Er war Herausgeber der Handbooks prepared under the direction of the Historical Section of the Foreign Office. 1903 wurde er in die British Academy und 1919 in die American Academy of Arts and Sciences gewählt.
Mit Adolphus William Ward und Stanley Mordaunt Leathes gab er 1901 bis 1912 die Cambridge Modern History heraus. Er war auch Herausgeber der Cambridge Modern History Series. Prothero war von 1901 bis 1905 Präsident der Royal Historical Society.
1920 wurde er als Knight Commander des Order of the British Empire (KBE) geadelt.

## Schriften (Auswahl)
- The life of Simon de Montfort earl of Leicester. With special reference to the parliamentary history of his time. Longmans, Green, and Co., London 1877 (Digitalisat).
- A Memoir of Henry Bradshaw Fellow of King’s college, Cambridge, and university librarian. Kegan Paul, Trench & Co., London 1888 (Digitalisat).
- Select Statutes and other Constitutional Documents Illustrative of the Reigns of Elizabeth and James I. Clarendon Press, Oxford 1894 (Digitalisat; 4. Auflage. ebenda 1913).
- German policy before the war. Murray, London 1916 (Digitalisat).
- als Herausgeber: Arabia (= Handbooks prepared under the direction of the Historical Section of the Foreign Office. 61). H. M. Stationery Office, London 1920 (Digitalisat).